# Harrison (Nova Jérsei)
Harrison é uma cidade  localizada no estado americano de Nova Jérsei, no Condado de Hudson.

## Demografia
Segundo o censo americano de 2000, a sua população era de 14.424 habitantes.
Em 2006, foi estimada uma população de 13.942, um decréscimo de 482 (-3.3%).

## Geografia
De acordo com o United States Census Bureau tem uma área de
3,4 km², dos quais 3,2 km² cobertos por terra e 0,2 km² cobertos por água.

## Localidades na vizinhança
O diagrama seguinte representa as localidades num raio de 8 km ao redor de Harrison.